# Санур
Санур — прибережный район, находится на юго-восточной части острова Бали. Район больше известный своим красивым пляжем — Пантай Санур. Также он один из самых популярных туристских объектов на острове.
Восточное побережье Бали — находится напротив острова Серанганг. В 30-е годы Санур был небольшим экзотическим курортом, куда особенно любили приезжать европейские художники, они снимали виллы и переносили невероятные пейзажи в свои работы. Сейчас Санур — элитарный мировой курорт. Прекрасные сады и набережная вдоль белых песчаных пляжей привлекают любителей неспешной курортной жизни. Он больше подходит для спокойного семейного отдыха, ночная жизнь здесь представлена лишь несколькими ночными клубами. Местный пляж тянется вдоль береговой линии на 5 км. Прибрежные воды спокойные, потому что защищены коралловыми рифами, да и глубина здесь небольшая. Так что Санур — отличное место для плавания, особенно с детьми.